# 大涌谷駅

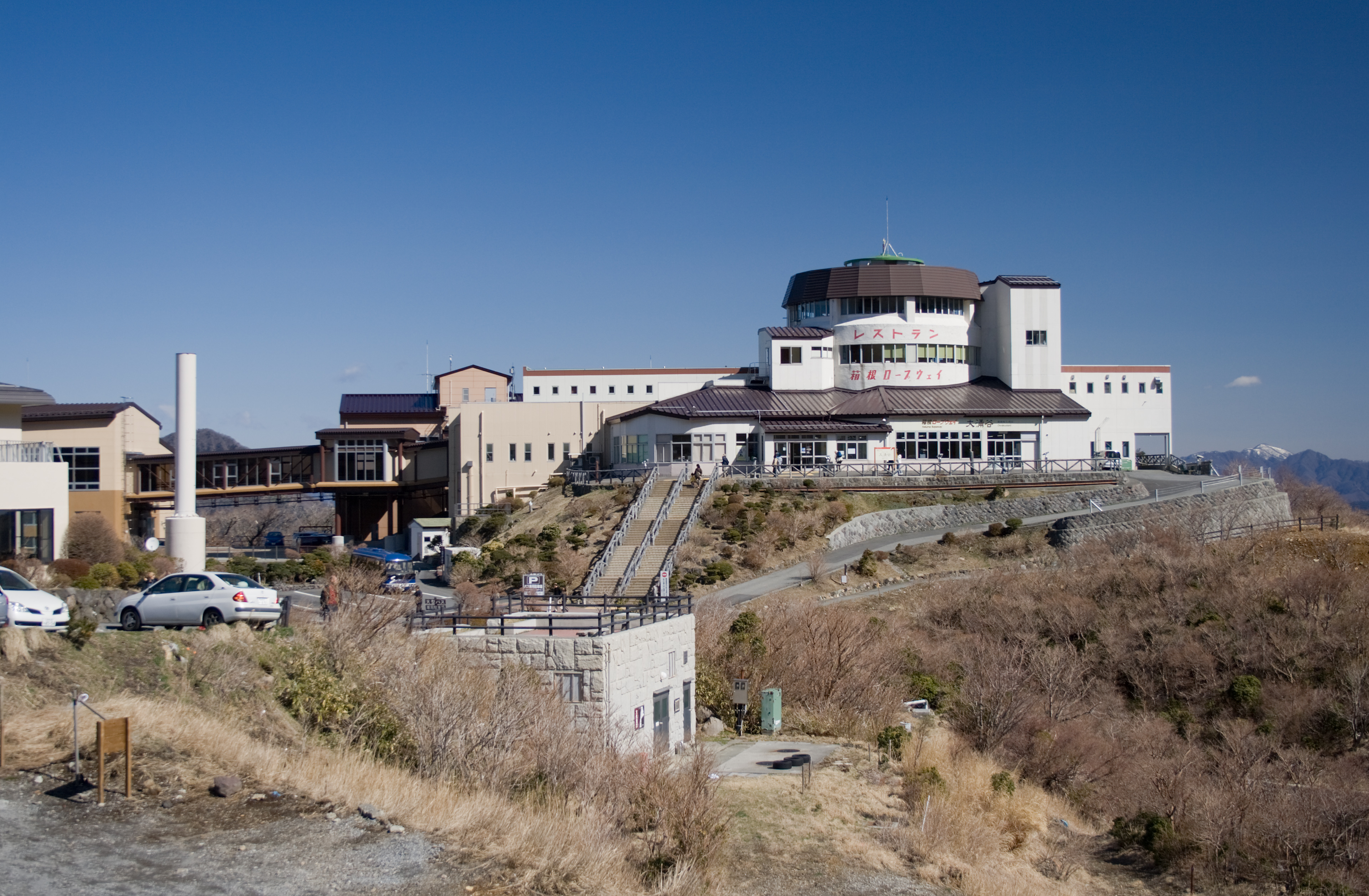
旧駅舎（2008年4月）

大涌谷駅（おおわくだにえき）は、神奈川県足柄下郡箱根町仙石原にある小田急箱根箱根ロープウェイの駅である。駅番号はOH 63。
箱根ロープウェイの中間駅であるが、当駅を境に設備が分かれているため、早雲山駅方面と桃源台駅方面は当駅で乗り換えとなっている。

## 歴史
- 1959年（昭和34年）12月5日：開業[1]。当初の終着駅[1]。
- 1960年（昭和35年）9月7日：当駅 - 桃源台間開業により中間駅となる。
- 2012年（平成24年）4月17日：経年による建替え工事（総工費約10億円）のため仮設駅舎での営業を開始[2]。
- 2013年（平成25年）4月24日：新駅舎での営業を開始。
- 2022年（令和4年）4月1日：箱根ロープウェイが箱根登山鉄道に吸収合併され、同社（現：小田急箱根）の駅となる[3]。

## 駅構造
現在の駅舎は2013年4月22日に営業開始したもので、地下1階、地上2階建てで大涌谷噴煙地の雄大な景観と調和したものとなっている。レストラン「大涌谷 駅食堂」、売店「大涌谷 駅の店」が駅舎内で営業している。
当駅には、当駅から早雲山駅までの路線のロープウェイを運行する源となる原動設備が設置されている。

## 駅周辺
- 大涌谷
  - 大涌谷くろたまご館（旧・大涌谷観光センター）

### バス路線
伊豆箱根バスの大涌谷バス停（停留所番号：OH63/849）がある。一部の同系統のバスは経由しない。
- 湖尻・箱根園行
- 小田原駅東口行（早雲山駅入口・宮ノ下・箱根湯本駅経由）

## 隣の駅
小田急箱根
 箱根ロープウェイ
早雲山駅 (OH 62) - 大涌谷駅 (OH 63) - 姥子駅 (OH 64)

## ギャラリー

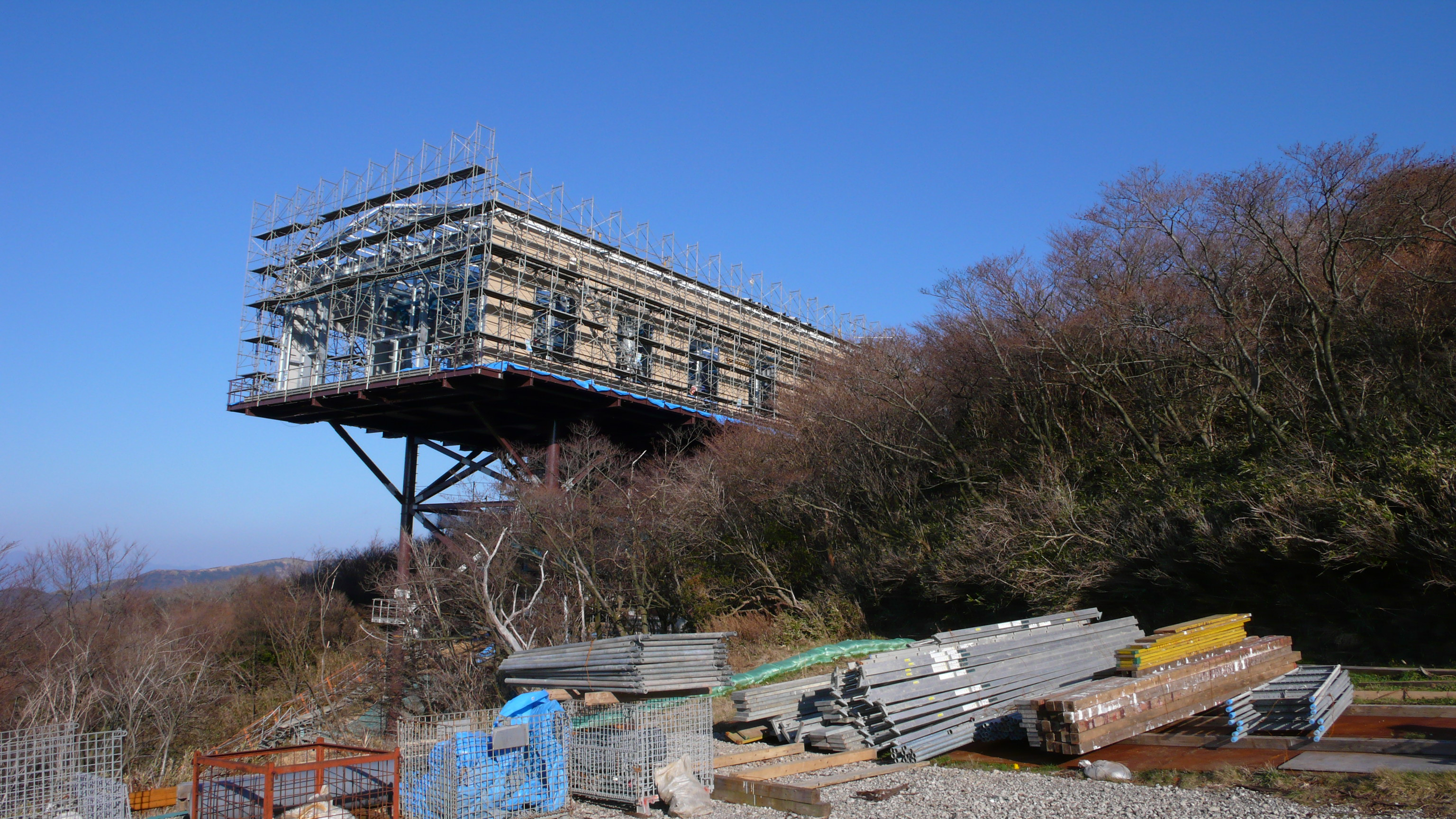
工事中の駅舎 （2006年12月）
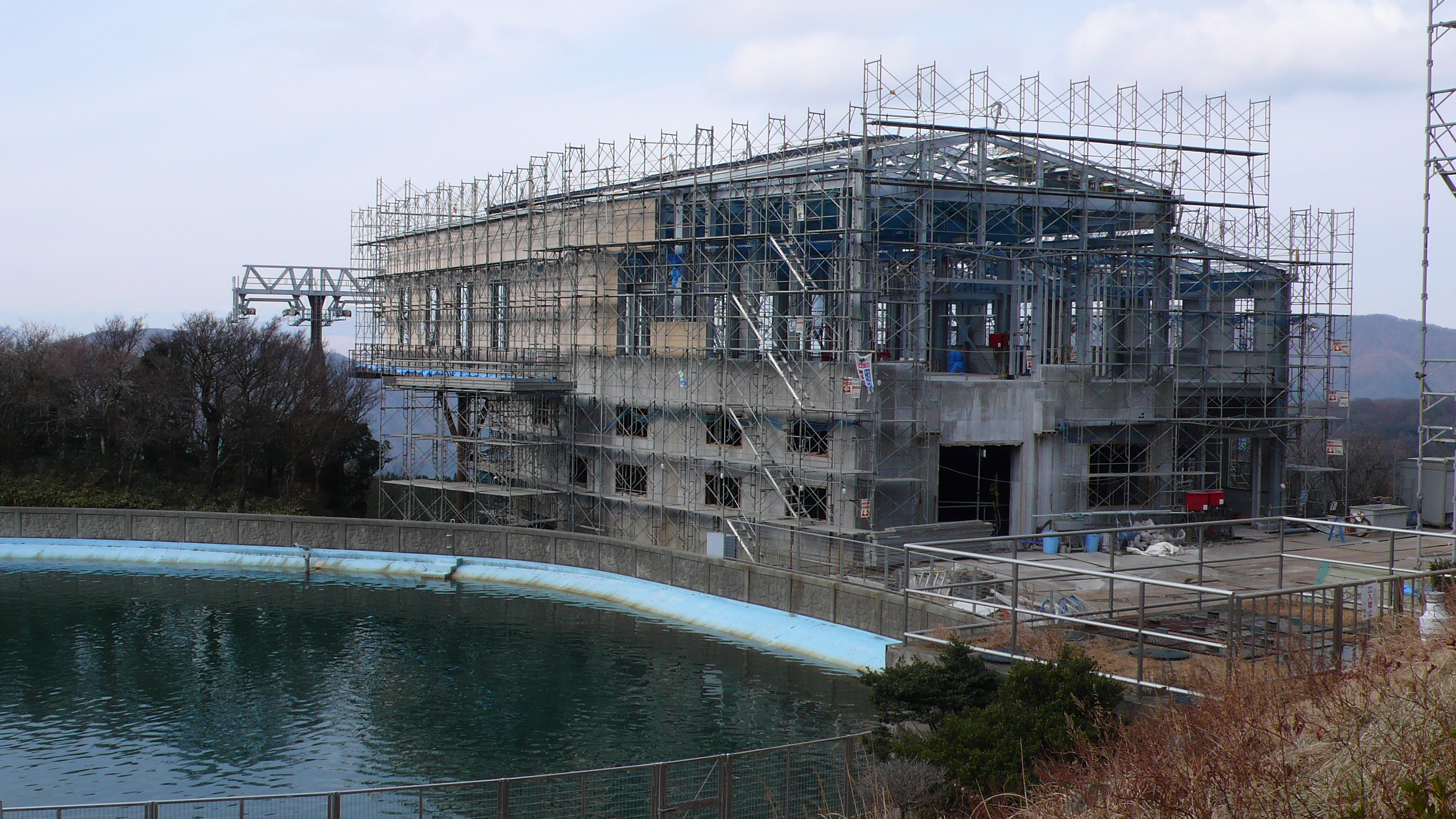
工事中の駅舎 （2006年12月）
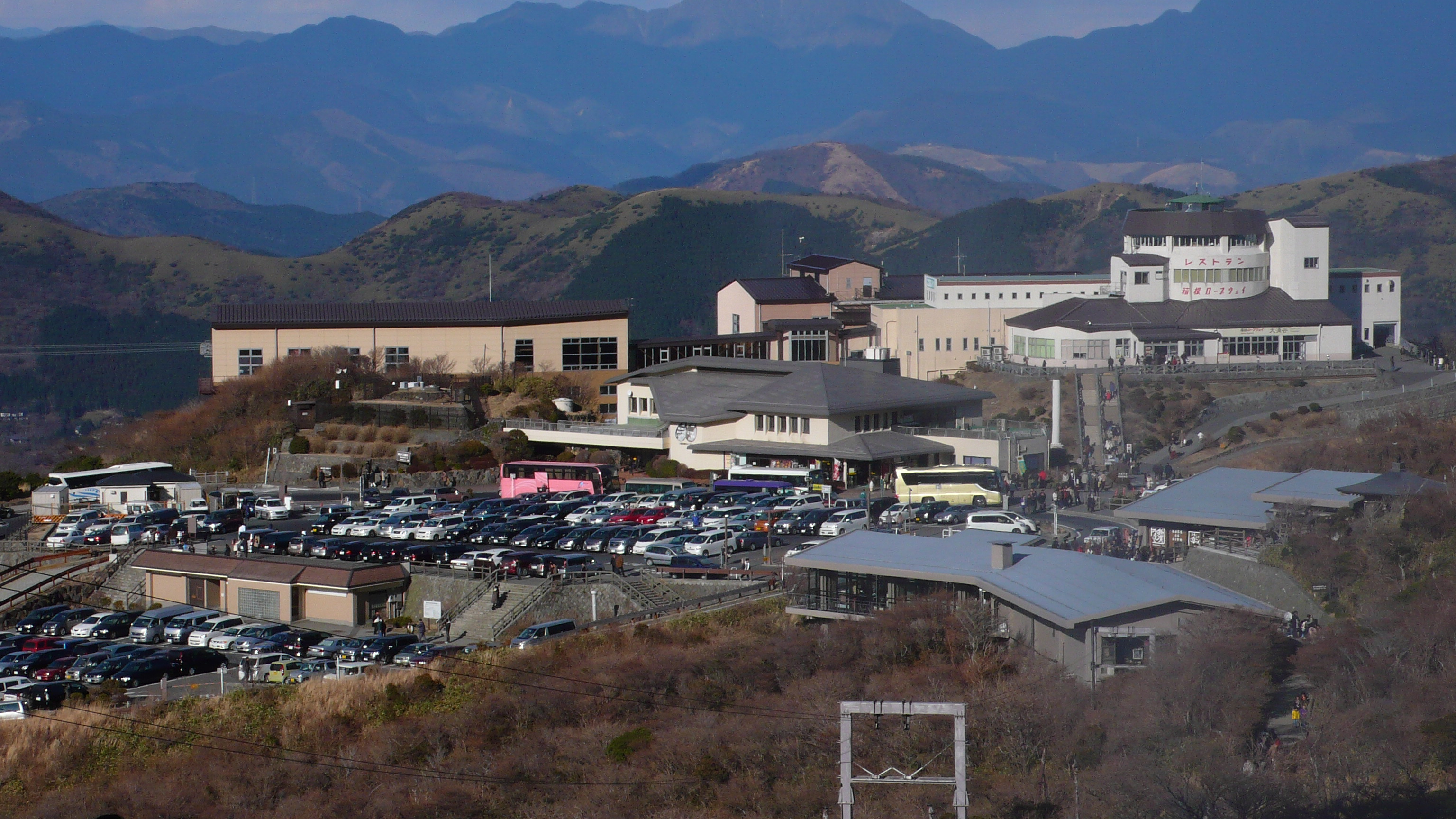
駅遠景。早雲山方面は旧駅舎（2009年1月）
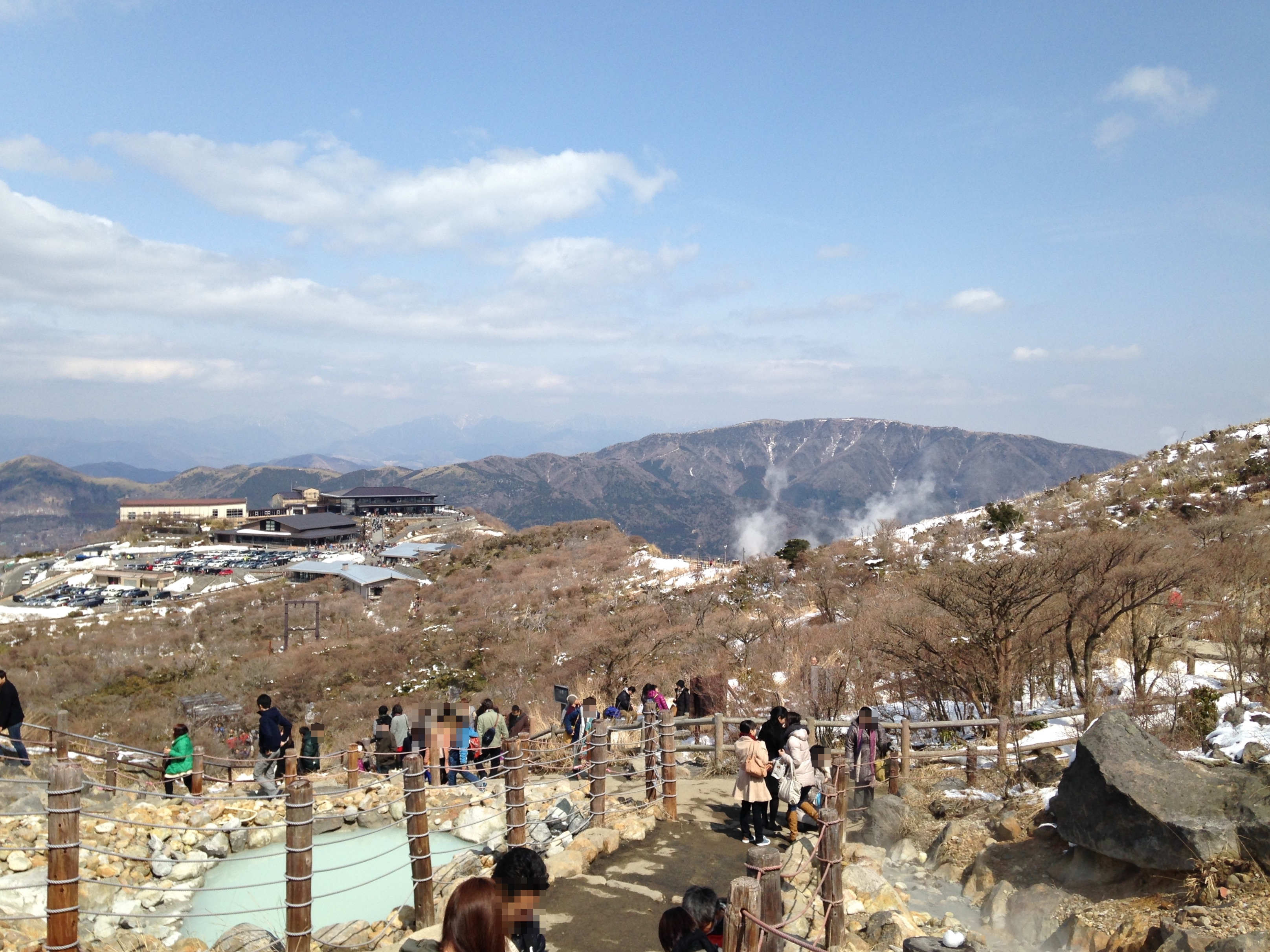
駅遠景 （2014年3月）